# Noël de la Vierge Marie
Le Noël de la Vierge Marie sous-titré Berceuse, op. 54, est une œuvre de la compositrice Mel Bonis, datant de 1900.

## Composition
Mel Bonis compose son Noël de la Vierge Marie sur un poème de Madeleine Pape-Carpantier. L'œuvre est dédiée à sa nièce Louise Aboilard . Elle existe en deux versions : l'une pour voix et orchestre, l'autre pour voix et piano ou orgue.
La première version présente deux manuscrits : le brouillon et le propre, avec conducteur seul, daté de 1905. Cette version est publiée à titre posthume par les éditions Furore en 2019. La deuxième version, présente deux manuscrits : l'un en ré majeur, daté de 1901, l'autre en mi majeur, calligraphié, sans date. C'est une version en ré majeur qui est publiée chez Hachette en 1900, puis rééditée sous le titre Berceuse de Noël par les éditions Demets en 1903, puis par les éditions Armiane en 2003 et en 2014.

## Analyse
L'œuvre a un thème traité de façon pastorale, le thème traité étant celui de la contemplation de la Vierge Marie devant son enfant qui vient de naître. Le Noël de la Vierge Marie est une exception dans son traitement du sujet religieux, car il possède non pas une simple partie de clavier, mais aussi un accompagnement orchestral. Mel Bonis emploie le thème de la berceuse (Marie berce son enfant) proposé par le sous-titre de l'œuvre, mais elle l'associe au caractère religieux. Cela fait ressortir deux thématiques essentielles dans son œuvre vocale : le caractère mystique et la dévotion familiale.
L'œuvre débute en ré majeur et évolue vers le la mineur en introduisant à la fin une tierce picarde, symbole de lumière et de clarté, s'opposant à un texte évoquant l'obscurité : « Le soleil s'éteint, il fait noir, il faut dormir, voici le soir. ». Elle présente une introduction et une conclusion très tourmentées. La pièce présente un fort chromatisme, sur un rythme syncopé et dans un tempo « Très lent et recueilli ». C'est une page troublée où l'écriture contrapuntique s'entremêle dans les cordes, où les instruments à vent servent souvent de doublure. Elle laisse place à une partie centrale en la mineur, basée sur trois strophes pour lesquelles la musique n'est que reprise et qui gravite entre la voix, quelques renforcements instrumentaux de la mélodie et un accompagnement sinueux de la partie d'alto. Il faut noter la proximité mélodique du début de la partie centrale avec le thème du Dies Irae.

## Réception
L'œuvre est interprétée en 1909 par Jane Arger.

## Sources
- Étienne Jardin, Mel Bonis (1858-1937) : parcours d'une compositrice de la Belle Époque, 2020 (ISBN 978-2-330-13313-9 et 2-330-13313-8, OCLC 1153996478, lire en ligne)
- Archives consultables à l'Association Mel Bonis.